# Lapidárium (Moravská Třebová)
Lapidárium je památkově chráněná budova v areálu hřbitova v Moravské Třebové.

## Historie
Přesné stáří stavby hřbitovní kaple sv. Markéty (Všech Svatých) není známé. Dnešní podoba pochází ze začátku 19. století. Jedná se o empírovou stavbu s valenou klenbou. Čelo má bílou omítku, v zadní části je ponecháno holé zdivo. Na lapidárium byla přestavěna roku 1912 z popudu Aloise Czerného, kustoda městského muzea. Rozhodnutí předcházely nálezy renesančních náhrobníků v podlaze hřbitovního kostela Povýšení svatého Kříže a následně roku 1911 dalších náhrobníků v základech hřbitovní zdi. Při přestavbě byly z interiéru odstraněny lavice a podstavec oltáře, naopak přizděny byly podstavce pro náhrobníky. 

## Významné náhrobníky

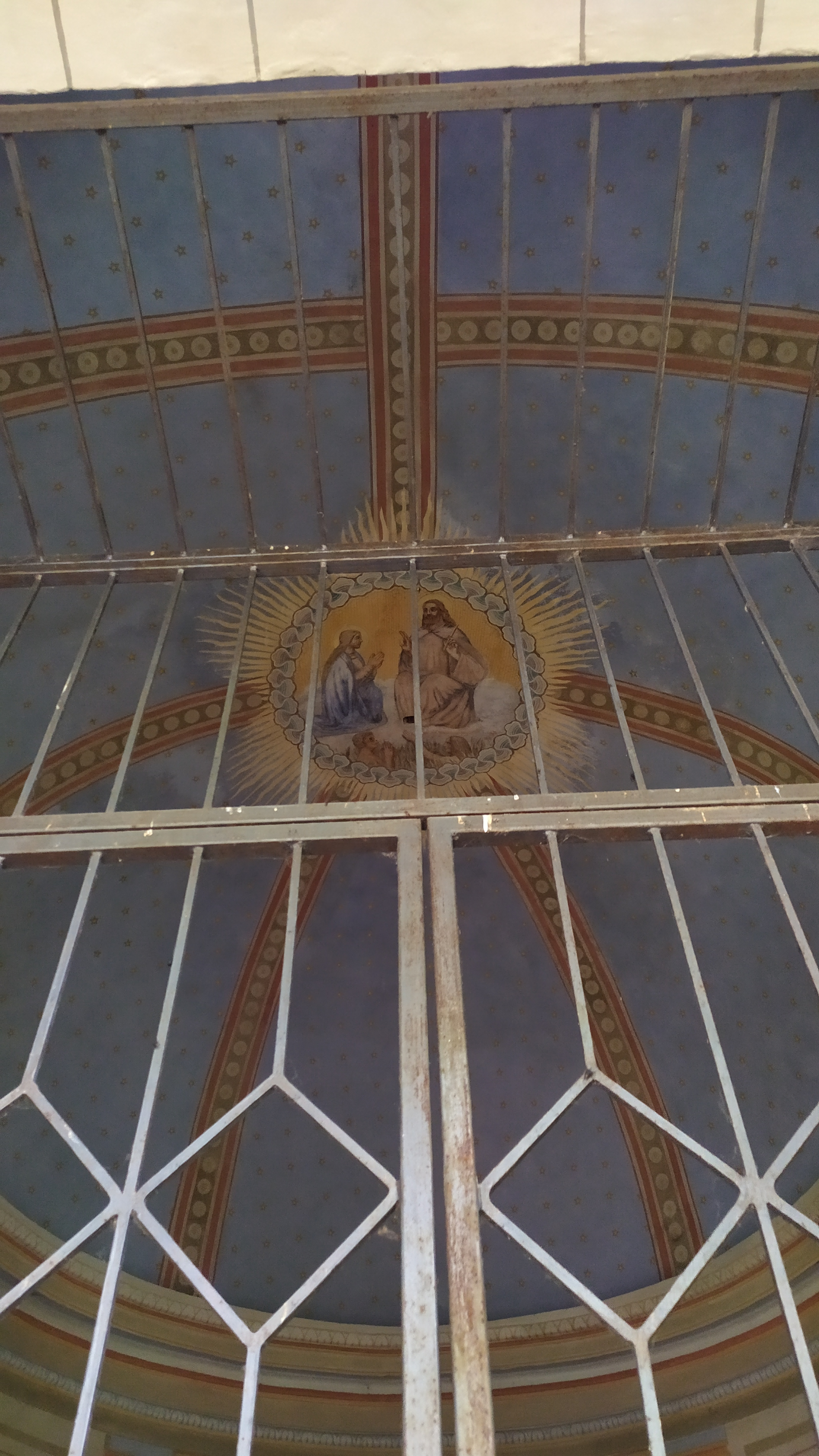
výmalba interiéru lapidária

Většina náhrobníků pochází z přelomu 16. a 17. století. V době protireformace byly otočeny čelní stranou k zemi do podlahy kostela a základů hřbitovní zdi. K nejvýznamnějším patří náhrobníky členů rytířského rodu Littwitzů, kteří měli vazby na Ladislava Velena ze Žerotína. Jejich autorem je pravděpodobně tentýž anonymní mistr, který vyzdobil věž a východní křídlo s arkádami moravskotřebovského zámku. Dalším náhrobník patří rodině moravskotřebovského kata Vavřince Bohla.

## Okolí lapidária

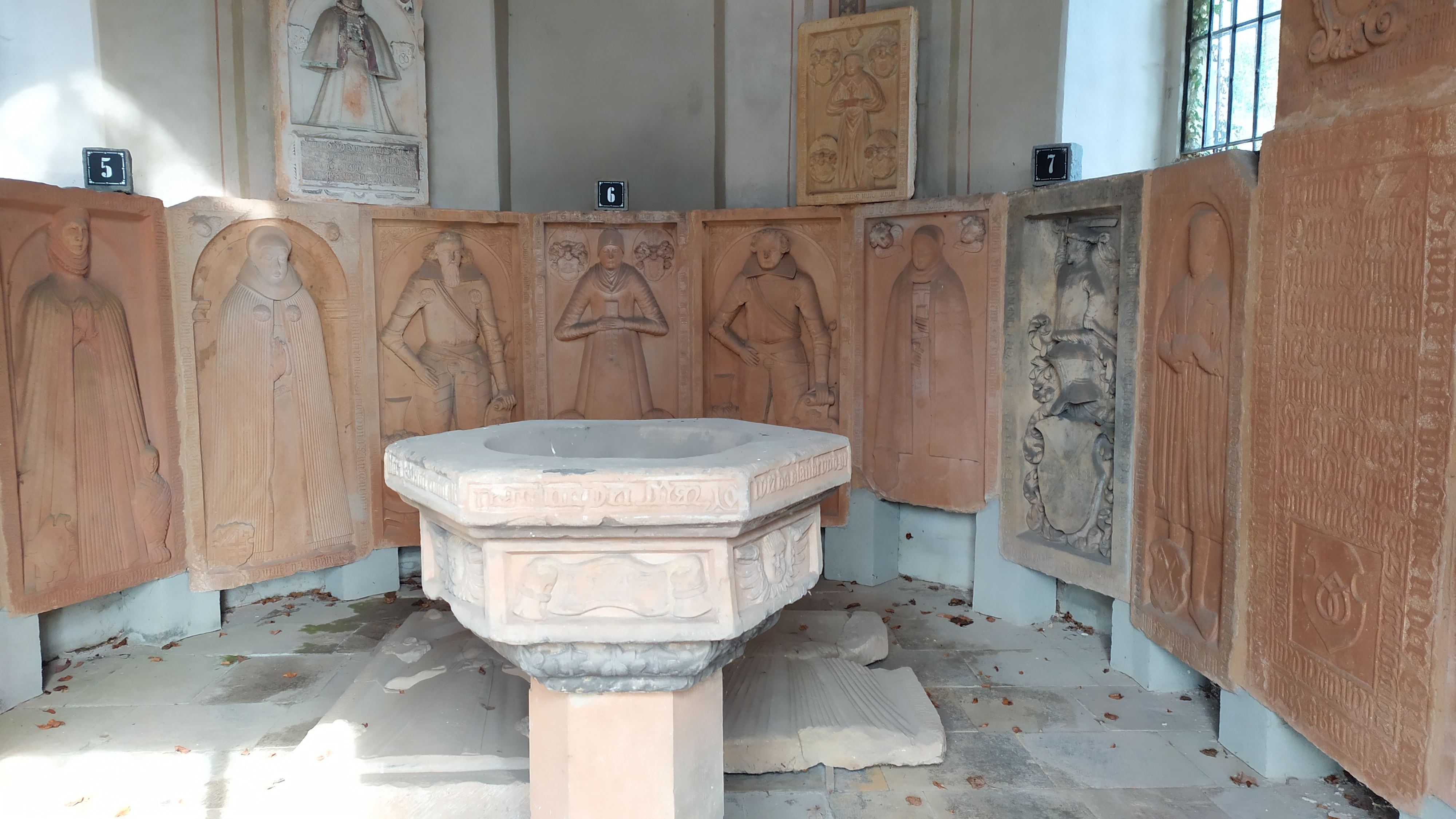
interiér lapidária s náhrobníky, šedý náhrobník patří rodině kata Bohla

V blízkosti lapidária nalezneme mnoho historických památek. V areálu hřbitova je to kostel Povýšení svatého Kříže. Podél hřbitovní zdi vede křížová cesta s kaplemi, zakončená na vrcholu Křížového vrchu Kalvárií. Poblíž první kaple nalezneme barokní sousoší Kristus na hoře Olivetské. Od brány hřbitova vede lipová alej, na kterou navazují renesanční Schody mrtvých.